# Kujawiak Włocławek
Kujawiak Włocławek – klub piłkarski, działający we Włocławku. Rozwiązany w 2008 roku.

## Sukcesy
- 1. miejsce w III lidze w sezonie 2003/04 i awans do II ligi
- 8. miejsce w II lidze w sezonie 2004/05
- ćwierćfinał Pucharu Polski w sezonie 2005/06 - wyeliminowanie drużyn ekstraklasy Cracovii (0:0, 2:0) i Pogoni Szczecin (1:0, 1:2), odpadnięcie z dalszej rywalizacji z inną drużyną ekstraklasy Wisłą Płock (0:1, 1:1)
- zdobycie Pucharu Polski na szczeblu województwa kujawsko-pomorskiego w sezonie 2003/04

## Historia klubu
Kujawiak od sezonu 2004/05 oraz w rundzie jesiennej sezonu 2005/06 grał w II lidze. 21 lutego 2006 drużyna została przejęta przez Zawiszę Bydgoszcz (2) i rundę wiosenną 2005/06 rozgrywała już pod nową nazwą. Także w sezonie 2005/06 rezerwy Kujawiaka awansowały do wyższego szczebla rozgrywek, dzięki czemu I drużyna z Włocławka występowała w IV lidze, gr. kujawsko-pomorskiej. Sezon później zespół awansował do III ligi.
Kujawiak Włocławek był jednym z klubów zaangażowanych w korupcję w polskim futbolu.

## Występy ligowe
| Sezon   | Liga                                        | Pozycja | Punkty | Bramki | Uwagi |
| ------- | ------------------------------------------- | ------- | ------ | ------ | ----- |
| 1999/00 | Liga okręgowa (grupa Włocławek)             | 3       | 63     | 97:39  |       |
| 2000/01 | Liga okręgowa (grupa kujawsko-pomorska II)  | 1       | 72     | 91:26  | awans |
| 2001/02 | IV liga (grupa kujawsko-pomorska)           | 16      | 26     | 25:31  |       |
| 2002/03 | IV liga (grupa kujawsko-pomorska)           | 2       | 56     | 65:32  | awans |
| 2003/04 | III liga (grupa 2)                          | 1       | 63     | 60:21  | awans |
| 2004/05 | II liga                                     | 8       | 54     | 48:36  | [ 2 ] |
| 2005/06 | Klasa okręgowa (grupa kujawsko-pomorska II) | 1       | 76     | 121:25 | awans |
| 2006/07 | IV liga (grupa kujawsko-pomorska)           | 1       | 68     | 66:21  | awans |
| 2007/08 | III liga (grupa 2)                          | 13      | 28     | 24:52  | [ 3 ] |

| Oznaczenie kolorami |
| ------------------- |
| II poziom ligowy    |
| III poziom ligowy   |
| IV poziom ligowy    |
| V poziom ligowy     |

## Stadion

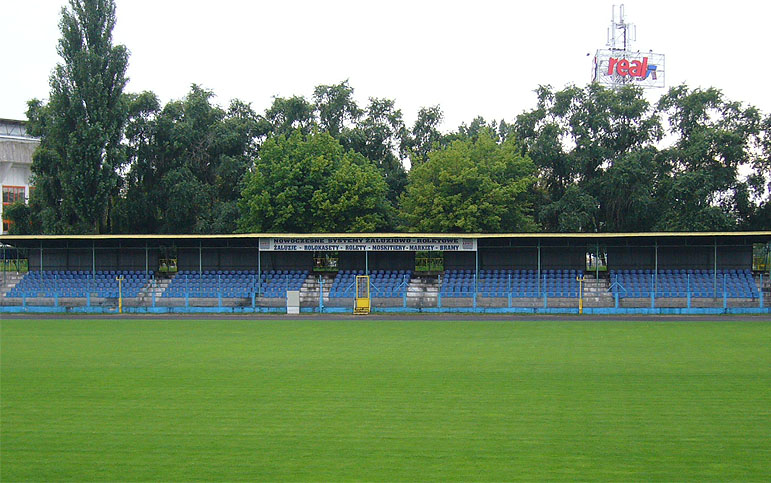
Stadion OSiR

Stadion OSiR przy ul. Leśnej 53a może pomieścić 7160 osób. 
Dane techniczne:
- oświetlenie 1400 lux
- wymiary 105x68

## Znani zawodnicy
- Szymon Marciniak - były piłkarz Kujawiaka,  międzynarodowy sędzia piłkarski

- Michał Ogiński - najlepszy piłkarz Międzynarodowego Turnieju w Koninie 2000 oraz Reprezentacja Polski U-15
- Mariusz Cichowlas - Reprezentacja Polski U-16 - (obecnie Lech Rypin).
- Maryla Rodowicz - uprawiała lekkoatletykę.